# Alcyone (ster)
Alcyone (eta Tauri) is een heldere meervoudige ster in het sterrenbeeld Stier (Taurus) en maakt deel uit van de sterrenhoop Plejaden.
Alcyone is een Be ster, een ster met emissielijnen in het spectrum. De ster roteert zo snel (in Alcyones geval met 215 km/s) dat er door de middelpuntvliedende kracht een schijf van gassen om de evenaar van de ster is ontstaan.

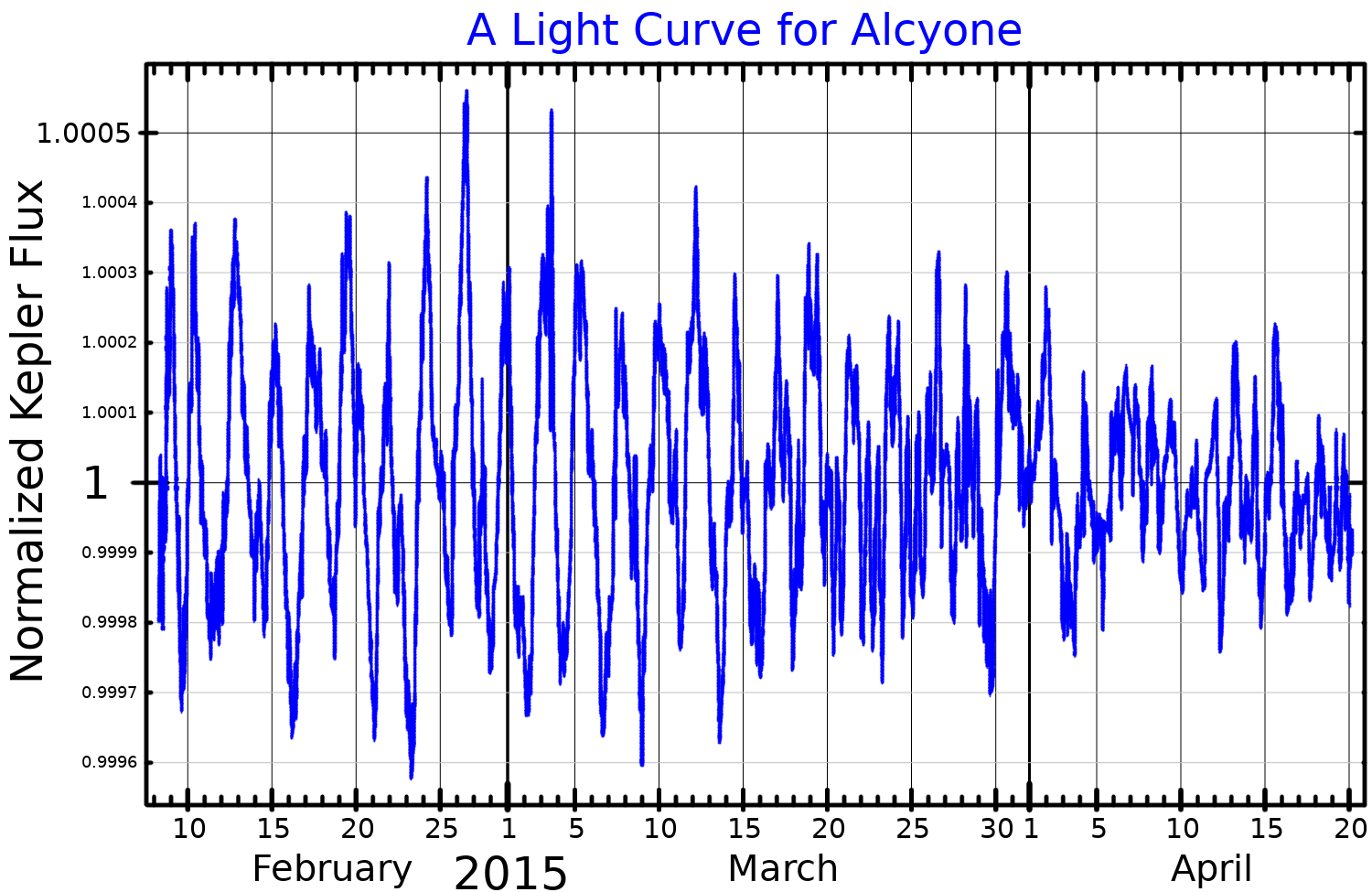
Lichtkromme van Alcyone